# José María Álvarez Mendizábal
José María Álvarez-Mendizábal y Bonilla (Las Pedroñeras, 14 de agosto de 1891-Las Pedroñeras, 21 de febrero de 1965) fue un abogado y político español.

## Biografía
Miembro de la burguesía terrateniente y emparentado con el general Franco, inició su carrera política con la proclamación de la Segunda República Española, obteniendo un escaño por la circunscripción de Cuenca en las elecciones de 1931 y 1933 representando al Partido Republicano Radical, y en las elecciones de 1936 como independiente.
Fue ministro de Agricultura, Industria y Comercio entre el 30 de diciembre de 1935 y el 19 de febrero de 1936 en el gobierno que presidió Manuel Portela Valladares.
Como candidato centrista por Cuenca, denunció las irregularidades que dieron el triunfo a las derechas en las elecciones legislativas del 16 de febrero de 1936. Finalmente obtuvo el acta de diputado tras la repetición de las votaciones el 3 de mayo, esta vez como candidato independiente integrado en la coalición del Frente Popular.
En mayo de 1936 fueron detenidos varios pistoleros falangistas a la puerta de su domicilio, quienes esperaban al diputado en un automóvil portando ametralladoras y proyectiles dum-dum; el propio exministro declaró a la policía que llevaba amenazado de muerte por la Falange desde antes de las pasadas elecciones de febrero.
Terminada la Guerra Civil, fue expedientado por la dictadura franquista —al igual que el resto de miembros del gabinete en funciones del presidente Portela Valladares— en virtud del artículo 4(f) de la Ley de Responsabilidades Políticas, acusado de «haber convocado las elecciones para Diputados a Cortes del año 1936, formado parte del Gobierno que las presidió o desempeñado altos cargos con el mismo».